# اریودیکتیول
اریودیکتیول (به انگلیسی: Eriodictyol) با فرمول شیمیایی C۱۵H۱۲O۶ یک ترکیب شیمیایی با شناسه پاب‌کم ۴۴۰۷۳۵ است. که جرم مولی آن ۲۸۸٫۲۵ g/mol می‌باشد. 